# Michel Wolter
Michel Wolter (ur. 13 września 1962 w Luksemburgu) – luksemburski polityk i ekonomista, od 1994 do 2004 minister spraw wewnętrznych, od 2009 do 2014 przewodniczący Chrześcijańsko-Społecznej Partii Ludowej (CSV).

## Życiorys
Syn polityka CSV Jeana Woltera. W pierwszej połowie lat 80. był reprezentantem kraju w tenisie stołowym. Ukończył w 1985 studia ekonomiczne na Uniwersytecie Paryskim.
W 1984 po raz pierwszy został wybrany w skład Izby Deputowanych jako najmłodszy parlamentarzysta. Reelekcję uzyskiwał w kolejnych wyborach w 1989, 1994, 1999 i 2004. W latach 1985–1990 stał na czele organizacji młodzieżowej chadeków, a w okresie 1987–1994 krajowej federacji tenisa. Był radnym miejscowości Esch-sur-Alzette i Bascharage.
W styczniu 1995 nowy premier Jean-Claude Juncker powierzył mu tekę ministra spraw wewnętrznych oraz ministra ds. służb publicznych i reformy administracji. W sierpniu 1999 został ministrem spraw wewnętrznych w kolejnym gabinecie. W lipcu 2004 zdecydował się powrócić do pracy w parlamencie, stając na czele frakcji poselskiej CSV. W listopadzie 2009 zastąpił François Biltgena na funkcji przewodniczącego Chrześcijańsko-Społecznej Partii Ludowej. W 2009, 2013, 2018 i 2023 ponownie wybierany do Izby Deputowanych. W lutym 2014 na stanowisku przewodniczącego partii zastąpił go Marc Spautz.